# Джоси и котенцата
„Джоси и котенцата“ (на английски: Josie and the Pussycats) е американска музикална комедия от 2001 г., копродуциран от Universal Pictures и Metro-Goldwyn-Mayer. Режисиран и написан от Хари Елфонт и Елизабет Каплан, филмът е базиран на едноименната комиксова поредица от Archie Comics и анимационния сериал от Hanna-Barbera. Заснет в Ванкувър, Канада, във филма участват Рейчъл Лий Кук, Тара Рийд, Росарио Доусън, Алън Къминг, Гейбриъл Ман, Пауло Костанцо, Миси Пайл и Паркър Поузи.